# Jack Niflot
Isidor Gadar „Jack“ Niflot (* 16. April 1881 im Russischen Kaiserreich; † 29. Mai 1950 in Long Eddy) war ein US-amerikanischer Ringer.

## Karriere
Niflot wurde im Russischen Kaiserreich geboren, wuchs jedoch in New York City auf. Bei den Olympischen Spielen 1904 in St. Louis gewann er die Goldmedaille im Bantamgewicht des Freistilringens. Zwei Jahre später nahm er an den Olympischen Zwischenspielen 1906 in Athen teil und belegte im griechisch-römischen Stil im Leichtgewicht den siebten Platz.
Bereits vor seinem Olympiasieg hatte Niflot vier Meistertitel der Amateur Athletic Union errungen, ein weiterer Titel folgte im Jahr 1905. Nach dem Ende seiner aktiven Laufbahn war er weiterhin im Ringen tätig – unter anderem als Trainer und Kampfrichter.